# هوفر کی جی

لوگوی هوفر تا سال ۲۰۱۷

هوفر کی جی یک خرده فروشی مواد غذایی زنجیره ای اتریشی است. این بخشی از گروه شرکت‌های آلدی است که در یازده کشور در چهار قاره جهان نمایندگی دارد و بیش از ۶۰۰۰ شعبه دارد. علاوه بر هوفر اتریش، هوفر اس/ای شامل آلدی سوئیس، هوفر اسلوونی، آلدی مجارستان و آلدی ایتالیا نیز می‌شود. این شرکت در ساتلت در اتریش علیا مستقر است. این لوگو با لوگوی کل گروه شرکت‌های آلدی سود یکسان است، اما به عنوان نام شرکت دارای حروف "Hofer" است.

## تاریخچه

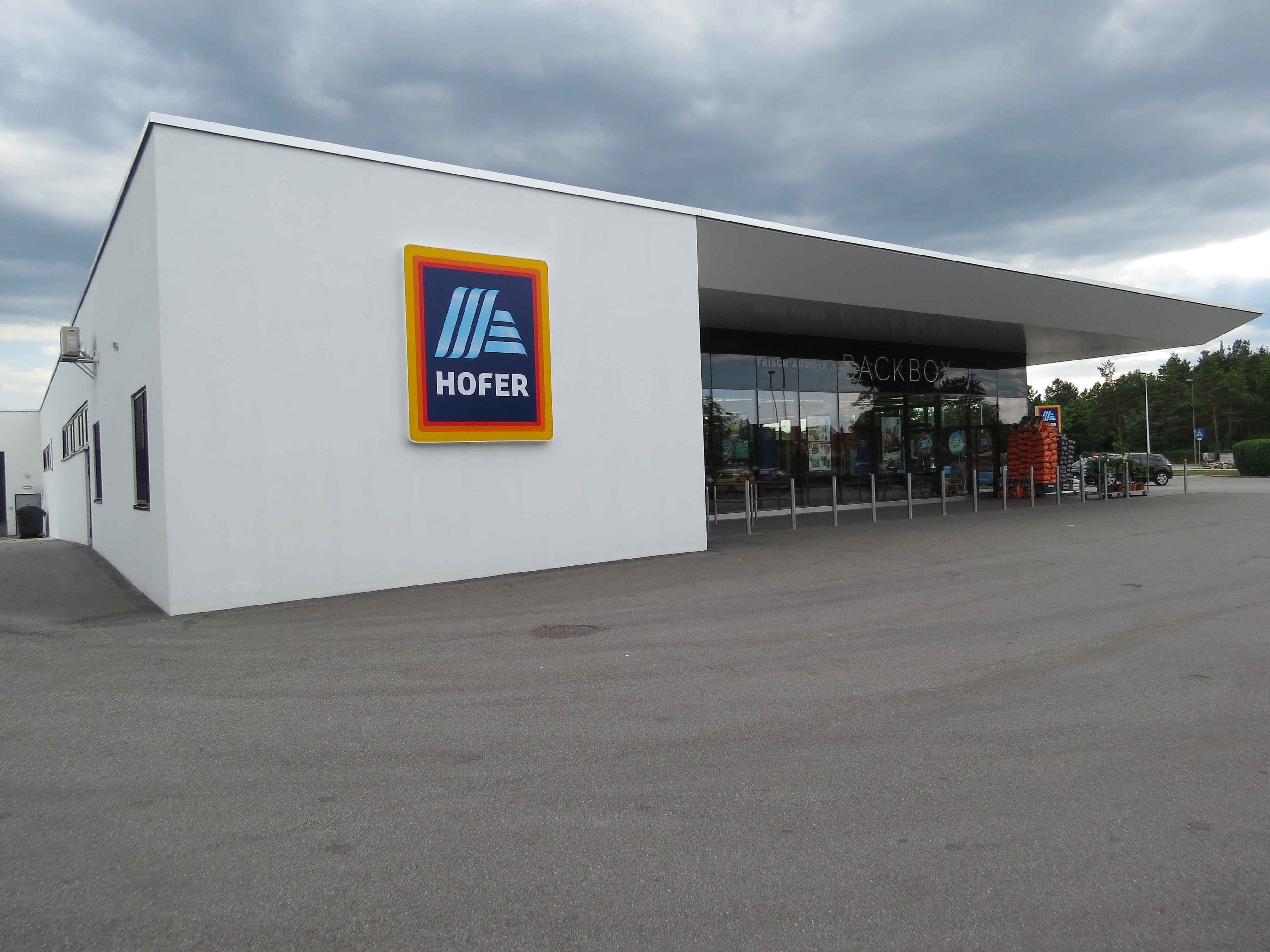
هوفر در طراحی جدید در هرتزوگنبورگ در اتریش پایین (۲۰۱۸)

در سال ۱۹۶۸، هوفر کی جی فعالیت‌های تجاری خود را به عنوان بخشی از گروه شرکت‌های آلدی سود آغاز کرد. آلدی سود برای اولین بار مفهوم تخفیف موجود را از آلمان در خارج از کشور اجرا کرد. برای این منظور، آلدی سود زنجیره خواربار فروشی را که در سال ۱۹۶۲ توسط خرده فروش اتریشی هلموت هوفر تأسیس شده بود، در اختیار گرفت. از یک طرف، نام آن در اتریش به خوبی شناخته شده بود، از طرف دیگر، نام "Aldi" قبلاً برای شرکت دیگری در اتریش بود و بنابراین نمی‌توانست برای شعب اتریشی آلدی سود نیز استفاده شود؛ بنابراین، شاخه اتریش آلدی سود «هوفر» نامیده شد. یک سال بعد، شعبه‌ای در هوسمانشتاتن در اشتایر تأسیس شد، و دو سال بعد شعبه اصلی از وین به Sattledt در اتریش علیا نقل مکان کرد و شعبه‌ای نیز در آنجا تأسیس شد (به سازمان مراجعه کنید).
در طول سال‌ها، هوفر به‌طور پیوسته دامنه را گسترش داده‌است. در سال ۲۰۰۲ این شرکت به‌طور فعال نام تجاری ارگانیک ناتور و در سال ۲۰۰۶ خط تولید zurück zum Ursprung را معرفی کرد. در سال ۲۰۰۳ هوفر برای اولین بار به عنوان یک اپراتور تور با Hofer Reisen معرفی شد. در سال ۲۰۱۰ سیستم کافه کپسولی خود شرکت "Martello" معرفی شد، در سال ۲۰۱۴ سیستم یکنواخت نان و محصولات پخته به نام Backbox. از پایان سال ۲۰۱۷، شعب بدون جعبه پشتی استثنا بوده‌اند. در سال ۲۰۱۷ سرویس تحویل مستقیم HOFER Liefert معرفی شد.
در سال‌های ۲۰۱۹ و ۲۰۲۰، این شرکت بیش از ۱۲۰۰۰ نفر در اتریش استخدام کرده و بیش از ۵۰۰ شعبه دارد.
در سال ۲۰۰۵، این شرکت به اسلوونی (در اسلوونی نیز شعبه‌ها «هوفر» نامیده می‌شود) و سوئیس، و در سال ۲۰۰۸ به مجارستان نیز گسترش یافت. در سال ۲۰۱۸، هوفر کی جی ورود به بازار را در شمال ایتالیا سازماندهی کرد. با این حال، حضور در بازار در ایتالیا به نام مادر آلدی است، زیرا آلدی نیز نام خانوادگی رایج در ایتالیا است. ۵۰ فروشگاه تا پایان سال افتتاح شد، تا اواسط سال ۲۰۲۰ ۸۰ فروشگاه وجود داشت. همچنین مرکز نوآوری «شبکه خرده فروشی آلفا» در سال ۲۰۱۸ افتتاح شد و غذای ارگانیک کودک معرفی شد.

## سازمان
هوفر کی جی متشکل از شش شعبه مستقل در اتریش است که هر یک توسط یک مدیر عامل اداره می‌شود. شعبه‌ها در ساتلت، ترومائو، استوکرائو، هوسمانشتاتن،  Weisenbach و رایتس هستند. هر شعبه از یک منطقه جغرافیایی مشخص با ۸۰ تا ۹۰ شعبه از بیش از ۵۰۰ شعبه را سرپرستی می‌کند.

## لینک‌های وب
- وب سایت هوفر